# 汇票
汇票是一种票据，它是一种委付证券，基本的法律關係最少有三個人物，發票人、執票人與付款人。發票人簽發匯票給執票人，並委託付款人向執票人付款。
 汇票需要付款人承兑才能有效，经过付款人在票面上注明承诺到期付款的“承兑”的字样就成为承兑汇票，经过购货方承兑的汇票称为商业承兑汇票而经过银行承兑的汇票即为银行承兑汇票。

## 中華人民共和國
《中華人民共和國票據法》给汇票如此定义：“汇票是出票人签发的委托付款人在见票时或者在指定日期无条件支付确定的金额给收款人或者持票人的票据。”
根据出票人的不同可以将汇票分为银行汇票和商业汇票。目前中国大陆能够签发商业汇票的仅限于具有法人资格的工商企业和事业单位。汇票还可以分为即期汇票和远期汇票。前者是指见票即付的汇票，后者是载明一定时间或特定日期付款的汇票。远期汇票有三种。一种是定日付款的汇票，称为定期汇票或者定日汇票、板期汇票；一种是出票后定期付款的汇票，称为记期汇票；还有一种是见票后定期付款的汇票，称为注期汇票。
汇票的基本当事人包括出票人、收款人和付款人。若有人同时兼具出票人、收款人、付款人这三个基本当事人中两种或者两种以上的身份的汇票就叫做变式汇票。

## 中華民國
《票據法》第2條規定：「稱匯票者，謂發票人簽發一定之金額，委託付款人於指定之到期日，無條件支付與受款人或執票人之票據。」